# Trilby (chapeau)
Pour les articles homonymes, voir Trilby.

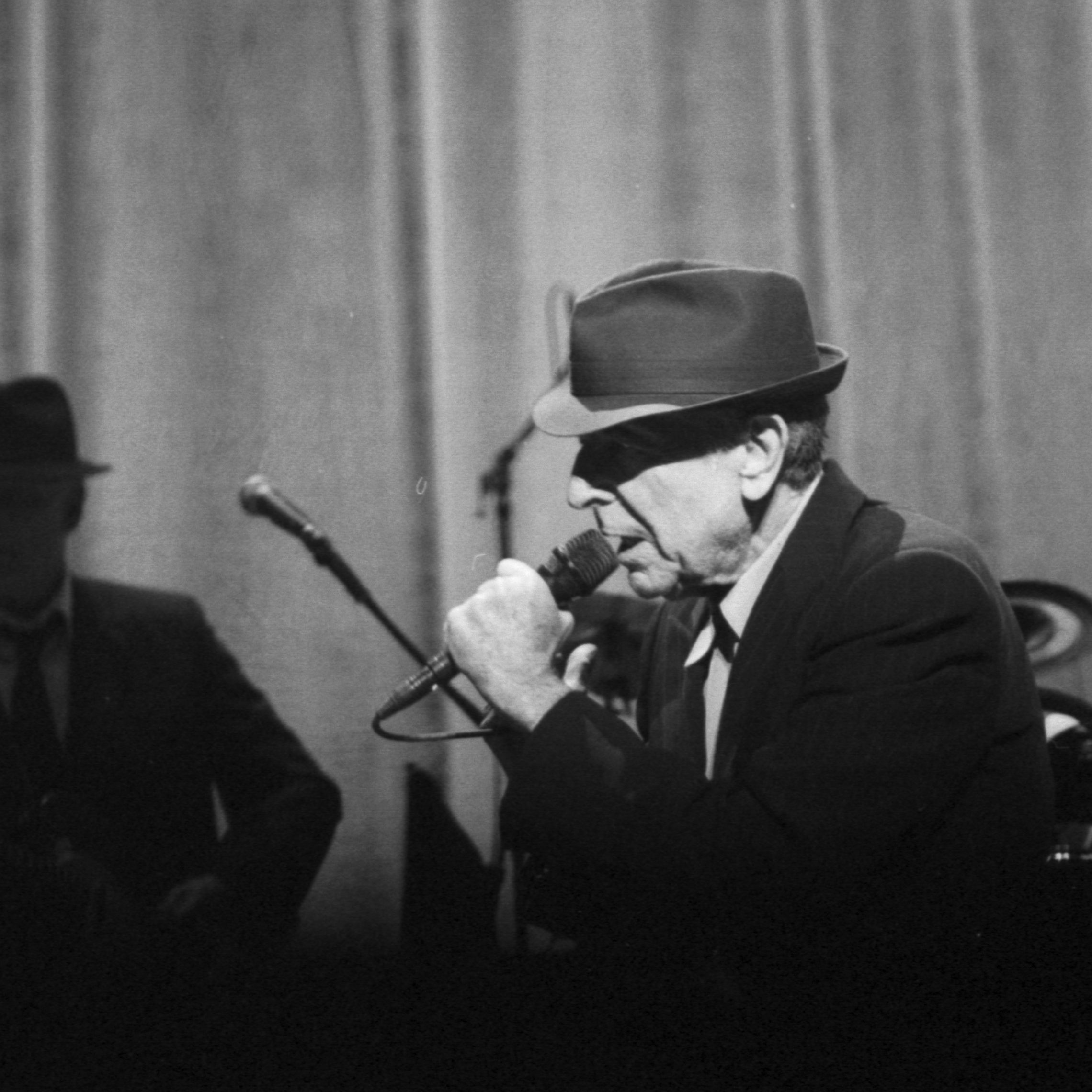
Leonard Cohen porteur d'un trilby en 2008.

Le trilby est un chapeau qui tient son nom du roman Trilby de George du Maurier, publié en 1894. Il s'agit d'un petit chapeau rond, avec de petits bords relevés aux extrémités (et généralement baissées à l'avant), et dont la calotte basse est mascottée comme un chapeau classique, c'est-à-dire pincée à l'avant à l'endroit où on le saisit.
Le trilby peut se décliner dans toutes les matières : par exemple, pour l'été : en toile de coton, en paille (en jonc, en raphia... ou plus noblement en sisal, voire en panama), etc. Pour l'hiver : en feutre (de laine ou, de poil de lapin), en laine ou autre tissu. 

## Actualité du chapeau trilby
Ce chapeau est issu des chapeaux classiques (chapeaux tissus ou feutre des grands-pères des années 1970) et des chapeaux pork pie hat. Il a notamment été popularisé par les Blues Brothers.
Il connaît depuis les années 2000 un franc regain de popularité et est en vente chez la plupart des grands chapeliers européens. Porté par de nombreux musiciens branchés, du jazz au hip-hop, il est très fortement concurrencé par la forme, assez similaire, du Pork pie hat. Actuellement ce sont les marques américaines Stetson  ou Bailey  qui contribuent le plus en Europe à la diffusion de ces formes.
Ces deux formes, Pork pie et Trilby, ont largement contribué au renouveau et au succès renaissant du chapeau en général, et du chapeau petit bord en particulier, auprès de la jeunesse occidentale, entraînant dans sa dynamique un renouveau général de tous les couvre-chefs tels que les casquettes, les bérets, et autres calots et chapeaux[réf. nécessaire].
La chanson «Trilby» de la chanteuse Amy Winehouse tire son nom de ce chapeau ; avec un regain dans les années 2000 il fut porté par bon nombre de femmes artistes comme Winehouse ou Alicia Keys.